# Matelea subsessilifolia
Matelea subsessilifolia är en oleanderväxtart som beskrevs av G. Morillo. Matelea subsessilifolia ingår i släktet Matelea och familjen oleanderväxter. Inga underarter finns listade i Catalogue of Life.